# Tarun
Tarun – rzeka we Francji, przepływająca przez teren departamentu Morbihan, o długości 20,7 km. Stanowi dopływ rzeki Ével.